# Église Saint-Étienne d'Ohain
Pour les articles homonymes, voir Église Saint-Étienne et Saint-Étienne (homonymie).
L'église Saint-Étienne est une église catholique de style roman située à Ohain, village qui fait aujourd'hui partie de la commune belge de Lasne, en Brabant wallon.

## Historique
Il est fait mention d'une église à Ohain dans un document de 1154.
On distingue quatre phases dans la construction de l'église Saint-Étienne :
- les niveaux inférieurs du clocher, d'époque romane tardive (fin du XIIe siècle ou début du XIIIe siècle)[2] ;
- des modifications effectuées à l'époque gothique ;
- les stucs qui ornent l'intérieur, réalisés en 1759 ;
- un portail de style néo-classique ajouté en 1835.

Une très ancienne tradition orale attribue à la tour le surnom de « tour sarrasine ».

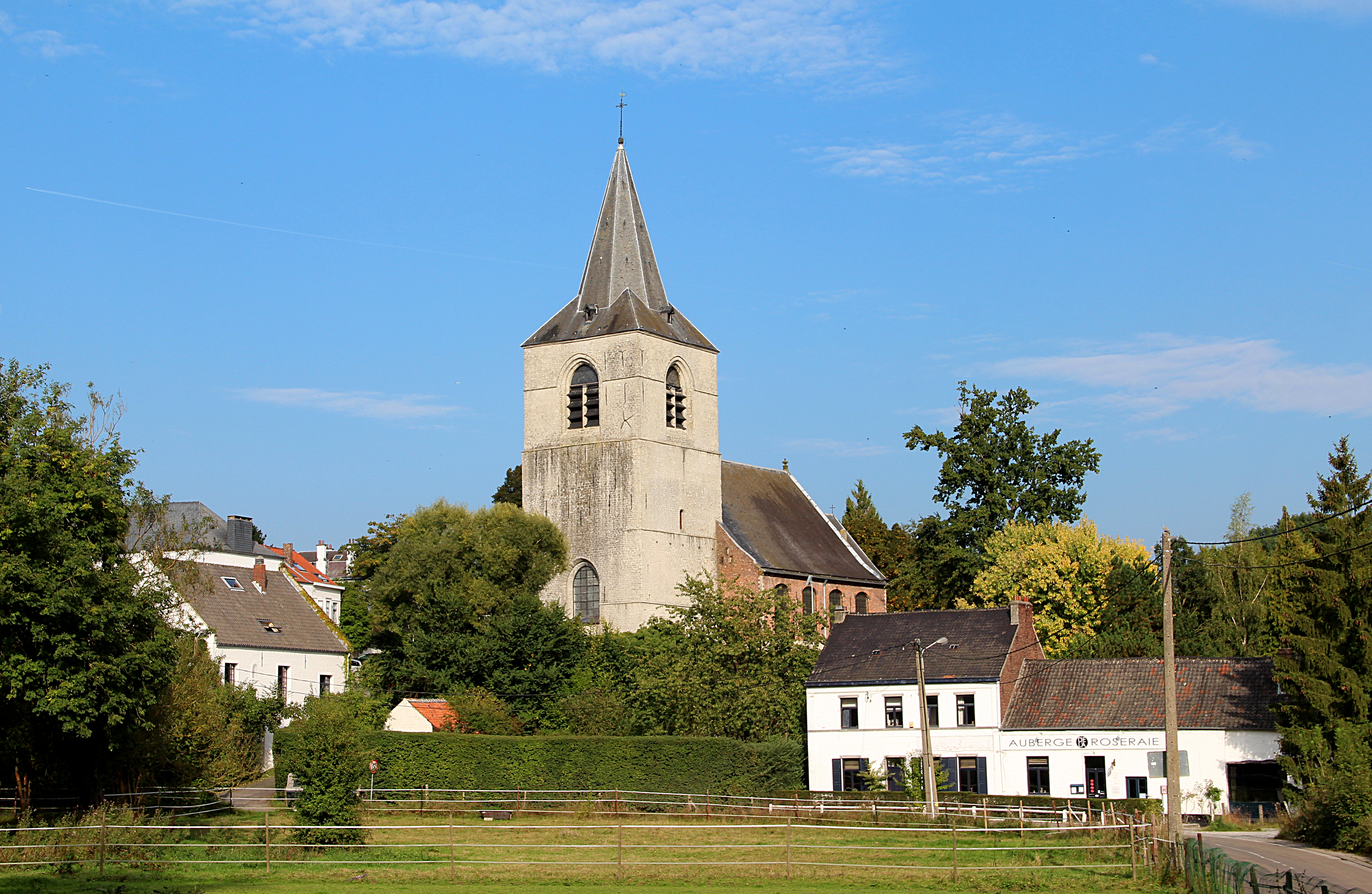
L'église vue de l'ouest.

## Protection
La tour d'origine romane fait l'objet d'un classement au titre des monuments historiques depuis le 21 décembre 1936 sous la référence 25119-CLT-0007-01.
Le site a été classé par arrêté royal le 30 mars 1962 et la totalité de l'église a été classée le 21 octobre 1983 sous la référence 25119-CLT-0009-01

## Architecture

### Architecture extérieure

#### La tour
L'église présente à l'ouest une puissante tour-porche carrée surmontée d'une flèche couverte d'ardoises.
Édifiée en moellons de grès (dont certains en grès ferrugineux), cette tour comporte une base et trois étages soulignés par des cordons de pierre : ses niveaux inférieurs sont d'époque romane tardive (fin du XIIe siècle ou début du XIIe siècle).
Le rez-de-chaussée était jadis percé de trois portes cintrés, toutes modifiées à l'heure actuelle :
- celle de la face ouest a été remplacée en 1835 par un portail de style néo-classique en pierre bleue[2] dont les piédroits en pierre de taille à impostes de style toscan supportent un arc surbaissé à clé saillante, le tout surmonté d'une grande baie ogivale à double ébrasement ;

- celle de la face nord de la tour a fait place à une porte de dimensions plus réduites dont  l'encadrement de grès ferrugineux à arc surbaissé s'inscrit dans l'ancienne porte en plein cintre ;

- celle de la face sud, enfin, a été complètement murée.

Les faces nord et sud de la tour sont percées, juste au-dessus du cordon de pierre du deuxième étage, d'une petite porte aux piédroits et à l'arc biseautés.
Le dernier étage est percé sur chaque face d'une baie campanaire ogivale à double ébrasement, équipée d'abat-sons : les baies des quatre faces sont reliées entre elles par un fin cordon de pierre qui en épouse l'extrados à la façon d'un sourcil.

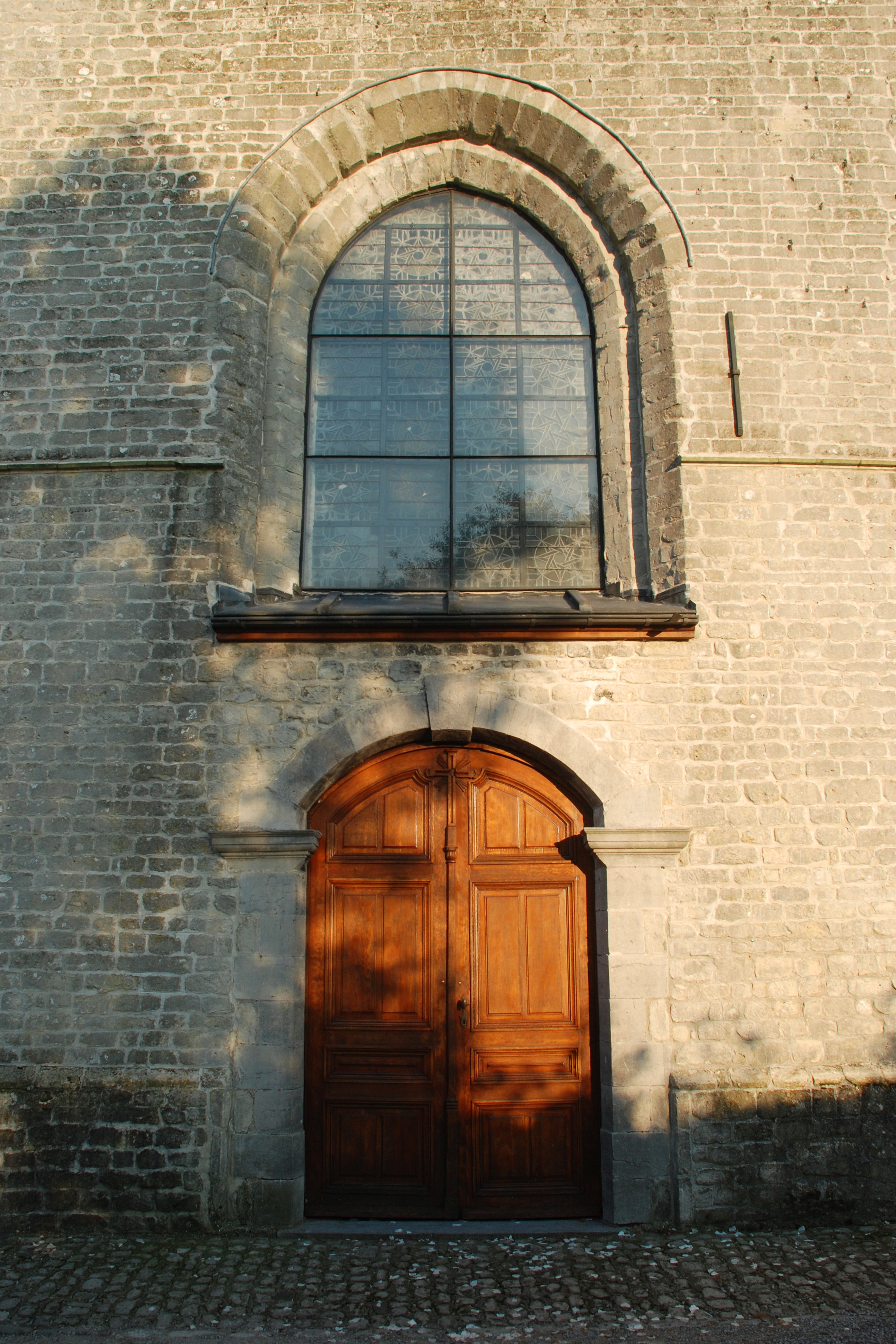
Le portail ouest et la baie ogivale.
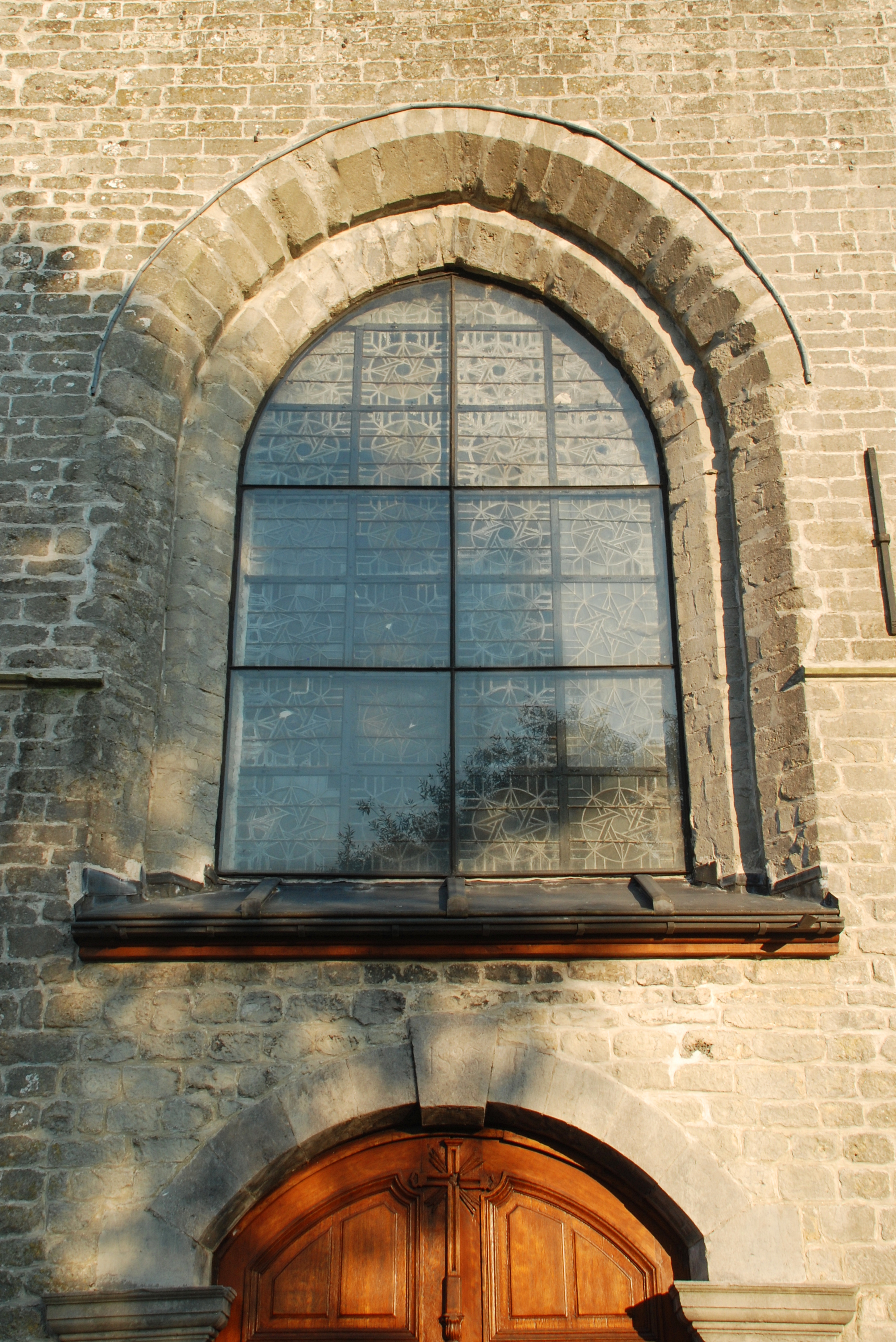
Baie ogivale.
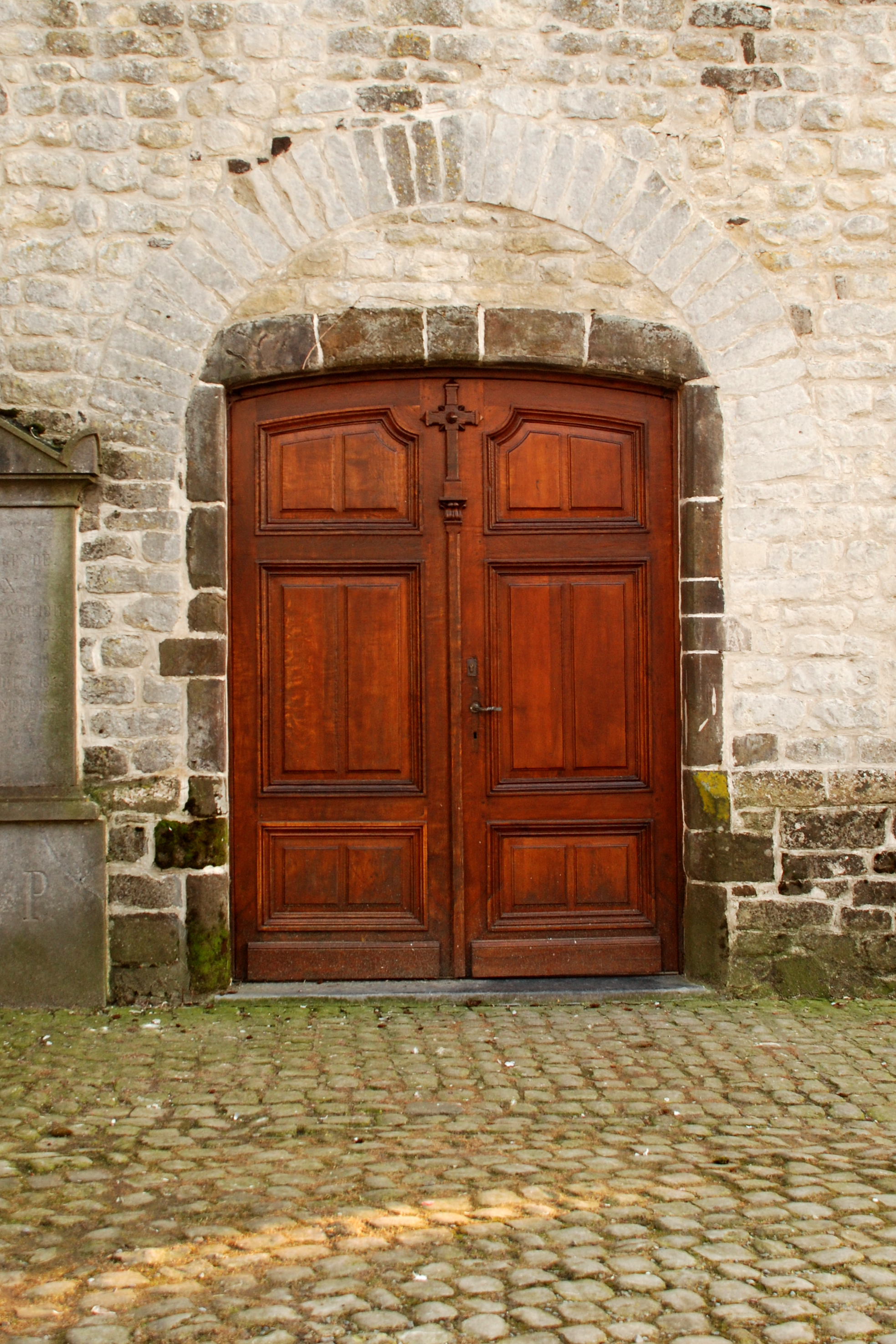
La porte nord.
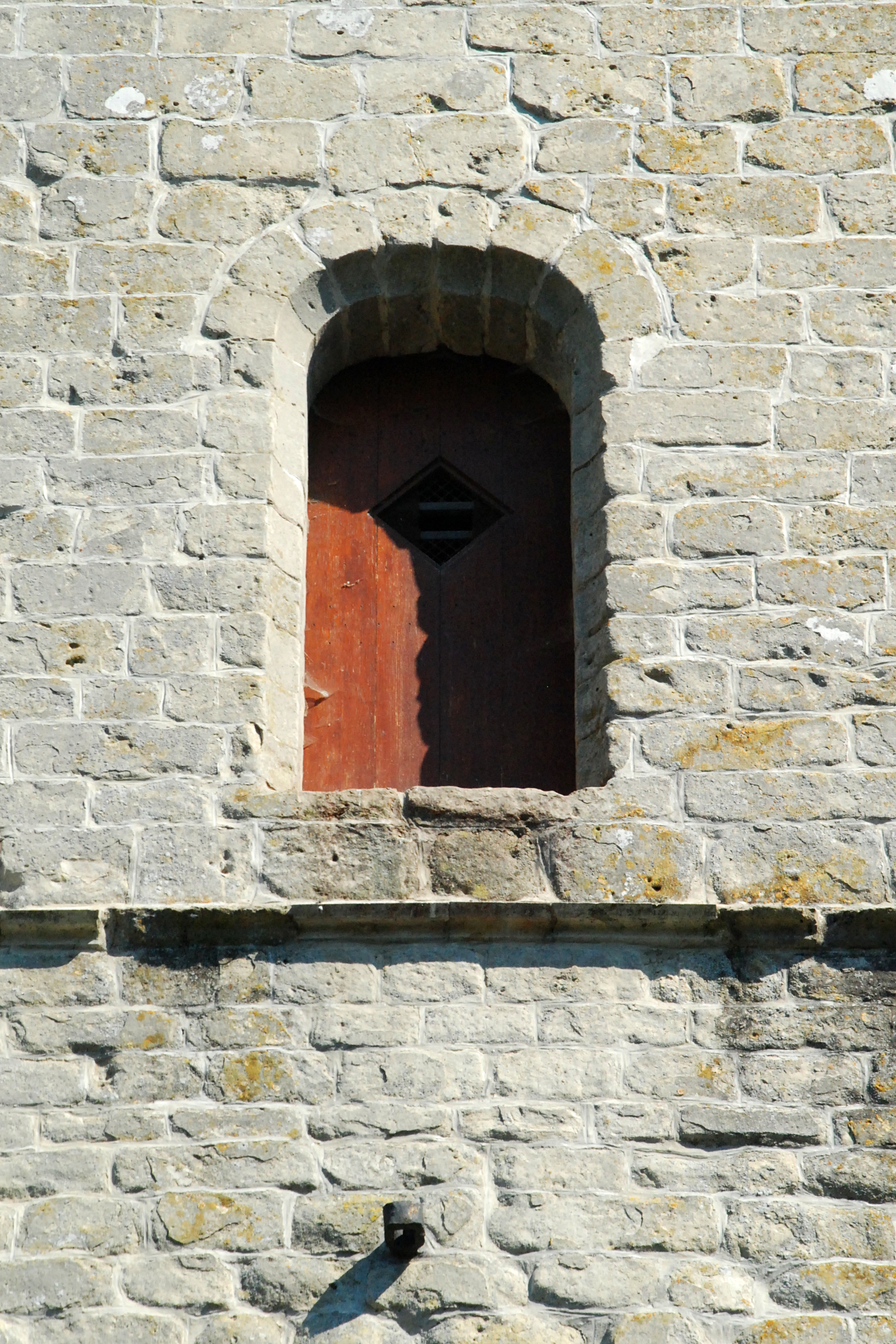
Baie du deuxième étage.

#### La façade méridionale de la nef
La façade méridionale de la nef présente une maçonnerie de briques rouges sur un soubassement de moellons de grès blanc. Les chaînages d'angle, également en grès, contrastent joliment avec la brique rouge du mur.
Cette façade est percée de quatre hautes fenêtres de facture classique, surmontées chacune d'un arc surbaissé à clé et sommiers (claveaux de la base de l'arc) de grès ferrugineux.

#### Le chevet
À l'est, l'église possède un chevet à pans qui présente une belle polychromie, due au contraste offert par la maçonnerie de moellons de grès blanc parsemée de blocs de grès ferrugineux et le haut des murs en briques rouges.

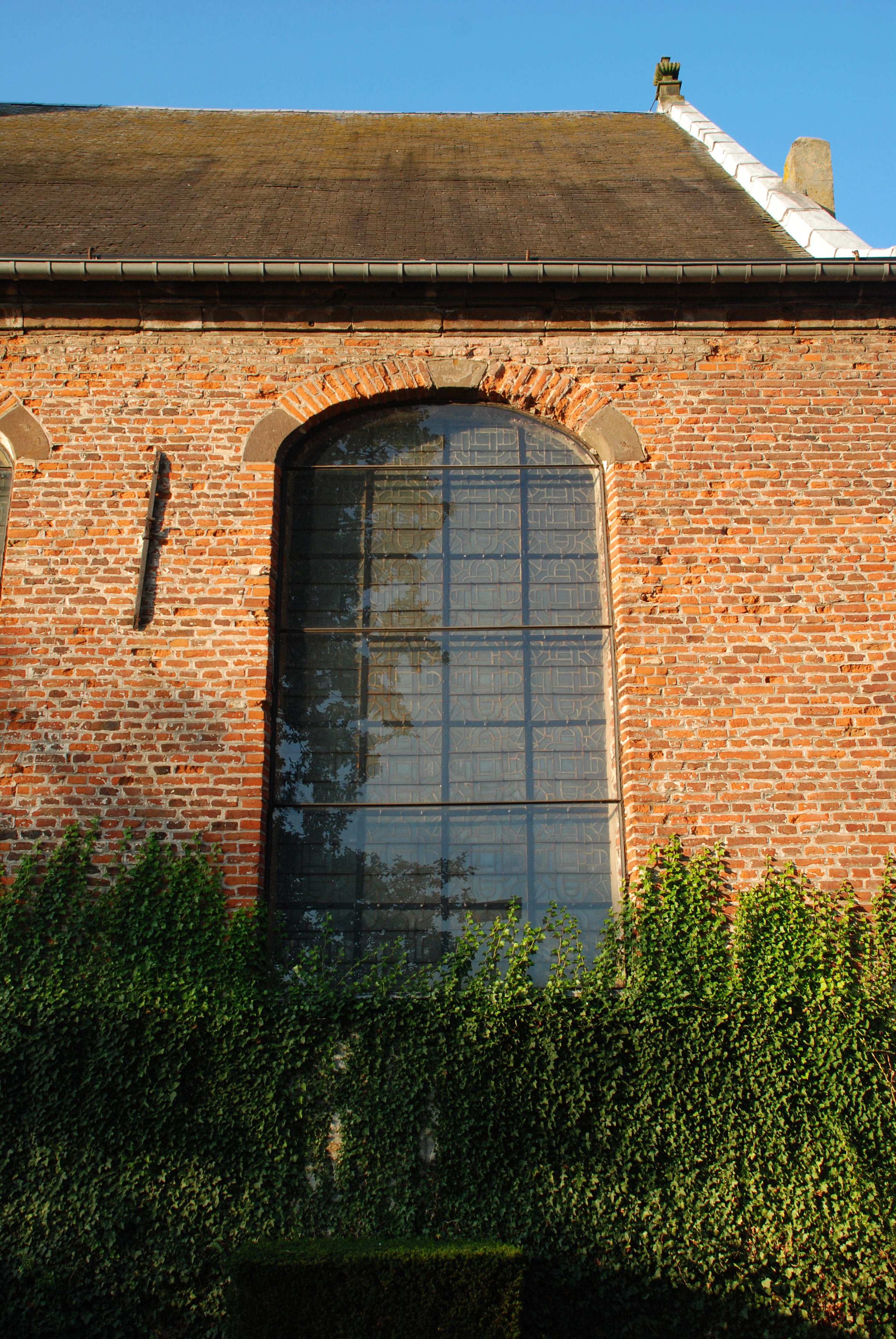
Fenêtre de la façade méridionale.
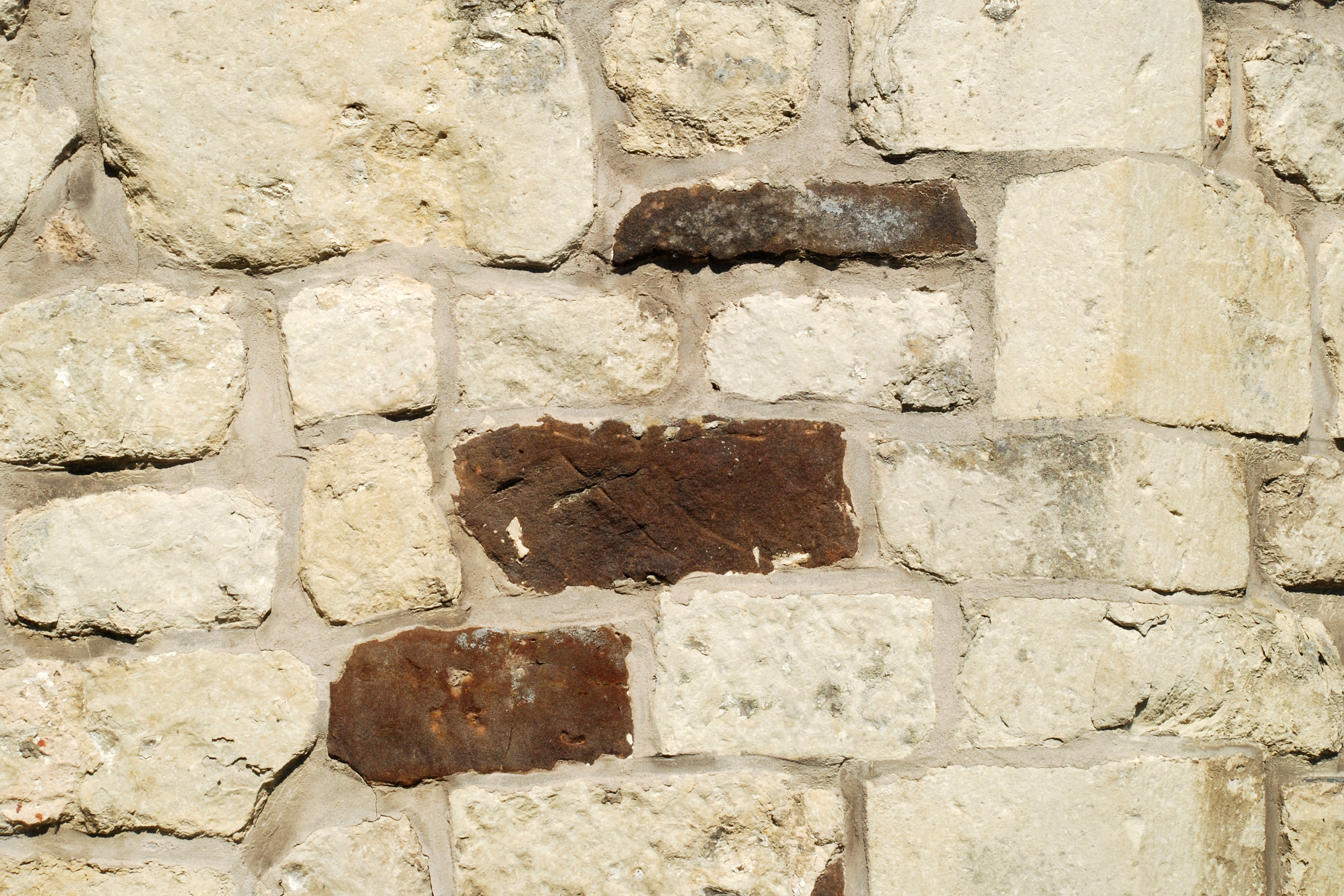
Moellons de grès du soubassement du chevet.
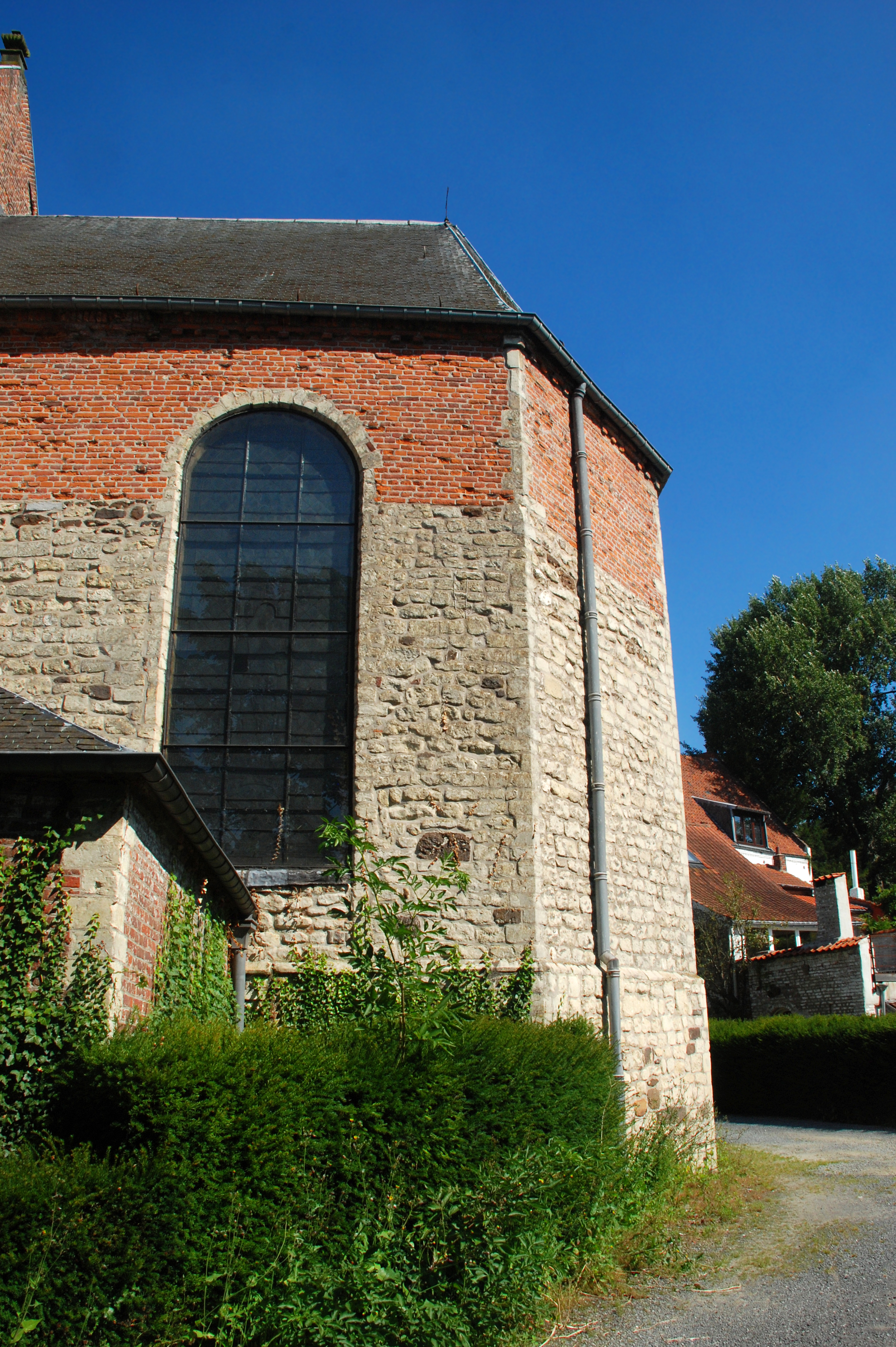
Le chevet.

### Architecture intérieure
La nef, aux surfaces blanches, est ornée de stucs de style Rococo (Louis XV) réalisés en 1759.

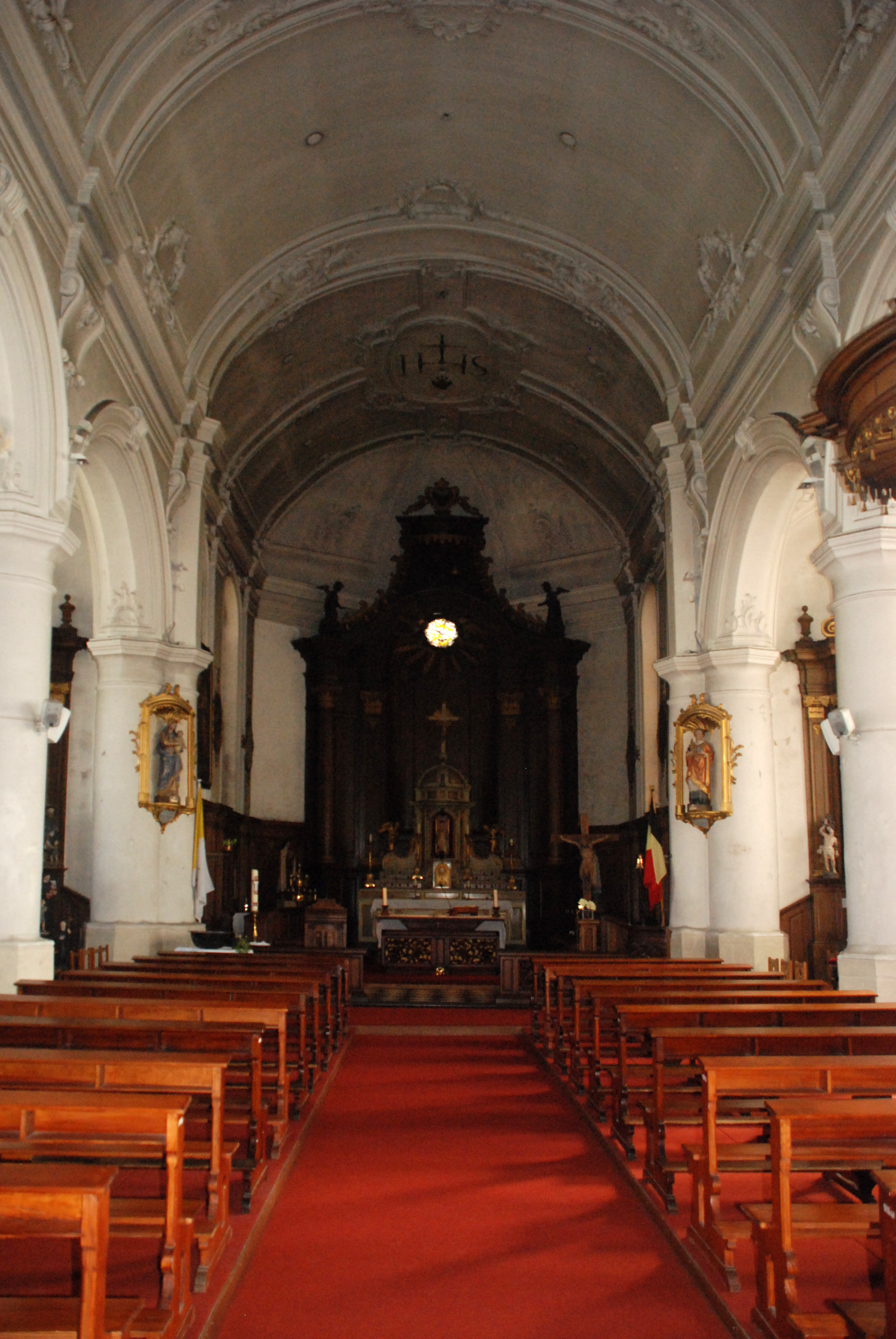
La nef.

## Les environs

### La cure
De l'autre côté de la rue, face à la tour de l'église, se dresse la cure qui occupe une maison à double corps datée de 1729 par les ancres de façade.

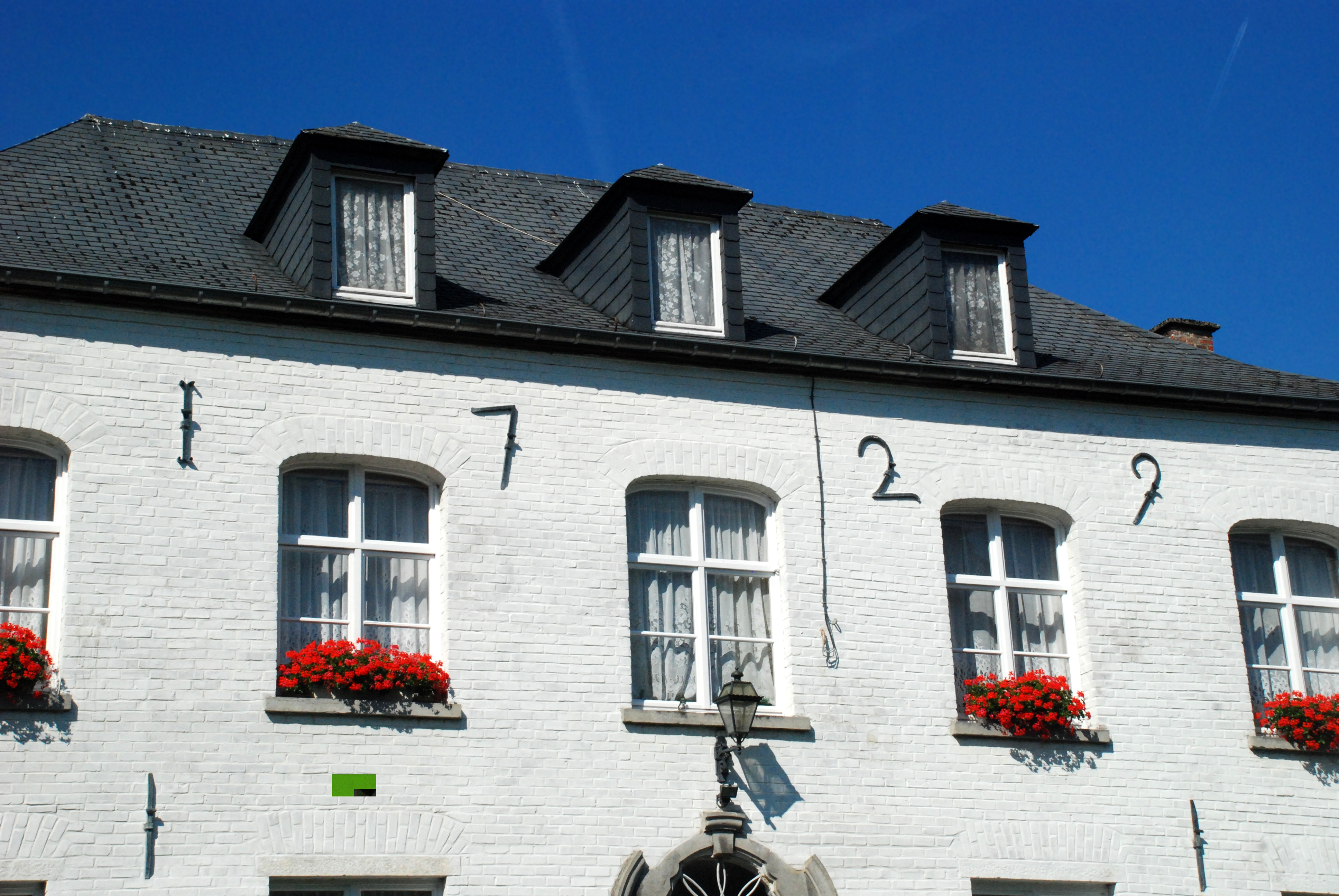
Les ancres de façade de la cure.